# Огледало
Огледа̀ло се нарича гладка полирана повърхнина с отражателна способност с висок коефициент.
Изработва се от стъкло, покрито с тънък слой метал или само от метал. Според формата си огледалата биват плоски, вдлъбнати, изпъкнали, сферични, елиптични, цилиндрични и др.

## История
Археолозите открили първите малки огледала от сребро, мед или бронз в находки, датиращи от бронзовия век.
По-късно хората се научили да изработват огледала от стъкло чрез нанасяне на задната страна на тънка стъклена пластинка на тънък слой от сребро, злато или калай. Най-голяма известност придобили прочутите венециански огледала, които били толкова скъпи, че френските аристократи понякога продавали цели имения, за да си ги купят.

## Ход на оптичните лъчи
При попадането на лъч светлина върху плоска огледална повърхност (разглеждаме напълно непрозрачно огледало) под даден ъгъл спрямо нормалата към повърхността, той се отразява под същия ъгъл. В частния случай на перпендикулярно падане лъчът се отразява сам върху себе си.

## Приложение

### В бита
Първите огледала били създадени от хората за наблюдение на собствената им външност, по подобие на отражението в спокойна водна повърхност.
В днешно време големи огледала се използват широко в интериора, за да създадат илюзия за пространство, особено в неголеми помещения. Тази традиция е възникнала още през Средновековието, след като във Франция се появила техническата възможност за изработка на големи по размер огледала, но не така разорително скъпи като венецианските.

### В медицината
При т.нар. „огледална терапия“ с помощта на обикновено огледало по определен начин се подобрява състоянието на болни след мозъчен удар, както и при пациенти с фантомни болки след ампутация на крайник. Огледалото прикрива засегнатия (или липсващ) крайник така, че отразява образа на другия здрав крайник и мозъкът се „лъже“, че всичко е наред.

### В прибори и инструменти
Освен в ежедневието, огледалата се използват като рефлектори. Значителна част от източниците на светлина изисква наличието на огледало за формирането на оптимален светлинен поток. Най-често се използват параболични огледала, позволяващи да се създаде сноп паралелни лъчи – например (фарове, прожектори, колиматори).
В оптичните уреди като някои фотоапарати, телескопите, микроскопите, спектрофотометрите, лазерите и различни други видове промишлено оборудване също се използват огледала за промяна на посоката и фокусиране на лъчите. Повечето огледала са предназначени за видима светлина, но има и отразяващи други части от електромагнитния спектър – например огледалата за радиовълните са важен компонент на радиотелескопите.

### В системи за безопасност
Огледалата са особено полезни в случаите, когато по някакви причини зрителното поле на човека е ограничено. Например автомобилите, велосипедите и други превозни средства често имат огледала за задно виждане, понякога леко изпъкнали за разширяване на обзора.
По пътищата и на тесни участъци в паркинги се поставят стационарни изпъкнали огледала за избягване на аварии.

### Полупрозрачни огледала
В оптичните инструменти – (лазери, огледално-призматични визьори, и др.) се използват огледала с частично отражение – част от светлината преминава, а друга се отразява.
Полупрозрачните огледала понякога се наричат „огледални стъкла“ или „еднопосочни огледала“. Такива огледала се използват да тайно наблюдение, при което наблюдателят се намира в полутъмно помещение, а наблюдаваният – в ярко осветено помещение от другата страна на огледалото. Принципът им на действие се основава на това, че недобре осветеният наблюдател не се вижда на фона на яркото отражение.

### Във военното дело
Легендата разказва, че по време на обсадата на Сиракуза през Втората Пуническа война Архимед използвал полираните щитове на войниците като система от огледала и под негова команда те насочили слънчевите лъчи към римските кораби и ги изгорили.
В съвременните ядрени оръжия огледалата се използват за фокусиране и възпламеняване.

### В забавленията
В увеселителните паркове често има „стая на кривите огледала“, в която огледала с крива повърхност дават изкривени образи на посетителите.
Огледалното отражение е в основата на принципа на действие на калейдоскопа.
Илюзионистите често използват огледала при своите фокуси.
В дискотеките се използват въртящи се кълба, облицовани с късчета огледала, които хвърлят подвижни отражения върху дансинга.

## Във фолклора
Огледалното отражение винаги е имало силно въздействие върху хората, които за първи път се сблъсквали с възможността за съществуване на „второ Аз“. Те често предполагали, че в огледалото има съвсем друг човек, а на по-късен исторически етап – че в огледалото се отразява душата на човека.
С това са свързани голям брой гадателства, обреди и предразсъдъци (например забраната да се огледаш в счупено огледало или покриването на огледалата в дома на починалия в продължение на 9 дни след смъртта му).